# 德拉菲爾德 (伊利諾伊州)
德拉菲爾德（英語：Delafield）是位於美國伊利諾伊州漢密爾頓縣的一個非建制地區。該地的面積和人口皆未知。

## 地理
德拉菲爾德的座標為37°08′52″N 88°36′10″W / 37.14778°N 88.60278°W，而該地的平均海拔高度為126米（即413英尺）。